# ホワイトハウス記者協会
ホワイトハウス記者協会（White House Correspondents' Association、略称WHCA）は、ホワイトハウスおよび大統領取材を許可するマスコミ各社により構成されている組織。ホワイトハウス記者会とも。

## 概要
記者協会は1914年に設立。ホワイトハウスは記者協会加盟各社に対し、取材証を発行。記者室の席順もあらかじめ決められている。

## 夕食会
ホワイトハウス記者協会による夕食会は1921年に初めて行われ、毎年4月最終土曜日にワシントン・ヒルトンで開催。原則として大統領ないし副大統領が出席しており、大統領と記者団がお互いに痛烈なジョークを飛ばすのが恒例となっている（そしてそのジョークの中身もまた、報道され検証されている）。
1981年はロナルド・レーガンが狙撃され負傷していたため欠席。2017年から2020年までは、ドナルド・トランプがCNNやニューヨーク・タイムズなど一部メディアと対立していたこともあり、任期中一度も出席しなかった。2021年と2022年は新型コロナウイルスの流行に伴いパーティーそのものが無くなり、2023年に感染対策を施したうえで開催されたパーティーにはジョー・バイデンが出席し、実に7年ぶりの大統領出席となった。